# Sông Hàn (Quảng Đông)

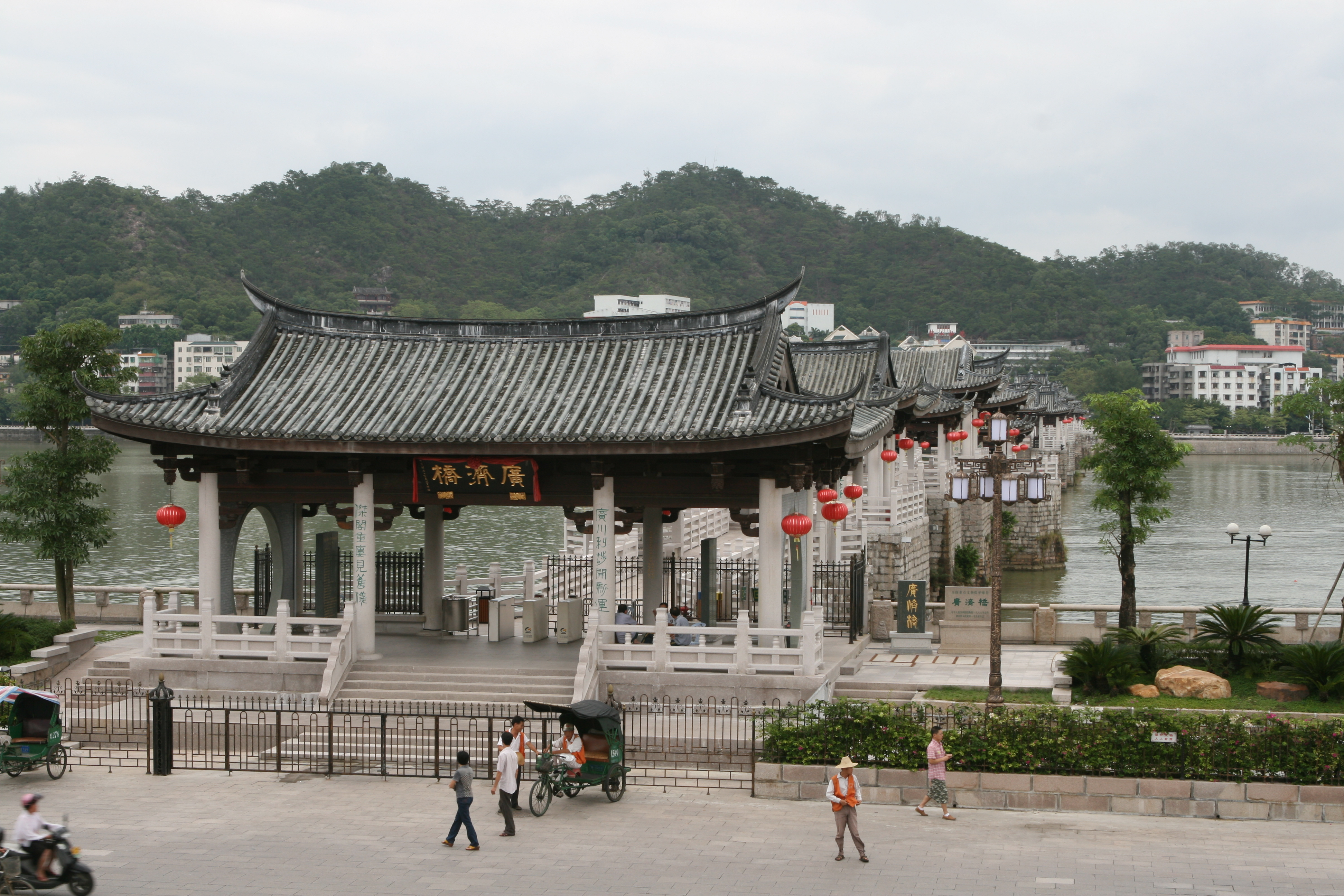
Cầu Quảng Tế Kiều bắc qua sông Hàn tại Triều Châu.

Sông Hàn hay Hàn giang (giản thể: 韩江; phồn thể: 韓江; bính âm: Hán Jiāng) là một con sông ở đông nam Trung Quốc đổ ra Biển Đông. Con sông này nằm chủ yếu tại phía đông tỉnh Quảng Đông và dài tổng cộng 410 km. Nó được đặt tên theo Hàn Dũ.